# اتحادیه فوتبال لیبریا
اتحادیه فوتبال لیبریا (انگلیسی: Liberia Football Association) نهاد اداره‌کننده مسابقات فوتبال و فوتسال در کشور لیبریا است.
این سازمان که در سال ۱۹۳۶ تأسیس شده عضو کنفدراسیون فوتبال آفریقا و فیفا نیز می‌باشد و مقر آن در شهر مونروویا است.